# Carlos Ramos (tuffatore)
Carlos Ramos Rodriguez (26 ottobre 2003) è un tuffatore cubano.

## Biografia
Ha vinto la medaglia di bronzo al CAMO Invitation International nella piattaforma 10 metri, concludendo alle spalle di Vincent Chartier e Kazuma Idobata.
Ha rappresentato Cuba ai campionati mondiali di nuoto di Gwangju 2019 dove è giunto trentaseiesimo nel concorso della piattaforma 10 metri e dodicesimo nella squadra mista al fianco di Anisley García.

## Palmarès
| Anno | Manifestazione                    | Sede         | Evento           | Risultato | Prestazione | Note |
| ---- | --------------------------------- | ------------ | ---------------- | --------- | ----------- | ---- |
| 2019 | Mondiali                          | Gwangju      | Piattaforma 10m  | 36º P     | 312,60 p.   |      |
| 2019 | Mondiali                          | Gwangju      | Squadra mista    | 12º       | 306,60 p.   |      |
| 2022 | Mondiali                          | Budapest     | Piattaforma 10m  | 16º SF    | 359,30 p.   |      |
| 2022 | Mondiali                          | Budapest     | Sincro 10m       | 6º        | 371,01 p.   |      |
| 2022 | Mondiali                          | Budapest     | Sincro 10m misti | 6º        | 263,91 p.   |      |
| 2023 | Mondiali                          | Fukuoka      | Piattaforma 10m  | 26º P     | 344,95 p.   |      |
| 2023 | Mondiali                          | Fukuoka      | Sincro 10m misti | 8º        | 262,05 p.   |      |
| 2023 | Mondiali                          | Fukuoka      | Squadra mista    | 9º        | 341,50 p.   |      |
| 2023 | Giochi centramericani e caraibici | San Salvador | Piattaforma 10m  | Bronzo    | 412,70 p.   |      |
| 2023 | Giochi centramericani e caraibici | San Salvador | Sincro 10m misti | Argento   | 268,08 p.   |      |